# Jean-Philippe Mendy
Pour les articles homonymes, voir Mendy.
Jean-Philippe Mendy, né le 4 mars 1987 à Élancourt dans les Yvelines, est un footballeur français évoluant actuellement au poste d'attaquant.

## Biographie

### Débuts en France
Mendy commence à jouer au football dès son plus jeune âge, dans le club local de sa ville natale, Élancourt. À l'âge de 12 ans, il part jouer au FC Versailles 78, puis au Football Croix-de-Savoie 74.

### Roumanie
En 2006, il quitte le centre de formation du club savoyard, et joue un match amical contre le Dinamo Bucarest avec le club suisse du CS Chênois. Malgré une victoire écrasante du club roumain 5-0, il est annoncé que le Dinamo Bucarest est intéressé par Mendy, qui rejoint rapidement le club roumain.
Il joue son premier match avec le Dinamo le 11 novembre 2006, contre l'Otelul Galati. Le 14 décembre 2006, il joue son premier match de Ligue Europa de sa carrière contre Tottenham, et marque un but dans les arrêts de jeu (cela n'empêche pas la victoire de Tottenham 3 buts à 1).
Lors de la saison 2007-2008, Mendy est prêté au Petrolul Ploiesti, mais ne joue que 3 matchs. Des blessures successives empêchent Mendy de retrouver son meilleur niveau, il se voit donc contraint de jouer en parallèle avec l'équipe réserve du Dinamo. Une nouvelle blessure l'écarte des terrains pendant de très longs mois, Mendy ne joue plus un seul match officiel entre 2009 et 2011 (son dernier match avec le Dinamo fut en juillet 2009).

### Italie
À la fin de son contrat en janvier 2011, Mendy quitte le club roumain et se retrouve au chômage pendant deux mois, avant de trouver un nouveau club, le SPAL Ferrare, alors en D3 italienne. Mendy ne s'étant pas entièrement remis de sa blessure, il est de nouveau écarté des terrains, et doit subir une opération. Il quitte le club à la fin de saison, et ne peut pas jouer à nouveau, à cause de sa blessure.

### Slovénie
En janvier 2013, il se remet de sa blessure et peut jouer à nouveau. On lui propose alors de rejoindre le FC Koper, en Slovénie.
À la fin de la saison, Mendy est transféré chez le champion de Slovénie, le NK Maribor. Étant complètement remis de sa blessure, il peut jouer à son plus haut niveau, jouant beaucoup de matchs et marquant beaucoup. Il joue son premier match de Ligue des champions avec le NK Maribor le 15 juillet 2014, contre le HŠK Zrinjski Mostar.

## Vie privée
Né de parents d'origine sénégalaise, Jean-Philippe Mendy parle six langues grâce à sa carrière de footballeur : le français, l'anglais, le roumain, l'italien, le slovène, et le wolof.

## Palmarès
Dinamo Bucarest
- Champion de Roumanie en 2007.

 NK Maribor
- Champion de Slovénie en 2014 et 2015.
- Vainqueur de la Supercoupe de Slovénie en 2014.
- Vainqueur de la Coupe de Slovénie en 2016.